# قويسنا البلد
قويسنا البلد إحدى قرى مركز قويسنا التابع لمحافظة المنوفية في جمهورية مصر العربية.

## التاريخ
قرية قويسنا البلد من القرى القديمة، حيث وردت باسم «قوسينا» في أعمال جزيرة قوسينا ضمن قرى الروك الصلاحي التي أحصاها ابن مماتي في كتاب قوانين الدواوين، كما وردت باسم «قويسنا» في أعمال الغربية ضمن قرى الروك الناصري التي أحصاها ابن الجيعان في كتاب «التحفة السنية بأسماء البلاد المصرية». وفي العصر العثماني وردت باسم «قويسنا» في التربيع العثماني الذي أجراه الوالي العثماني سليمان باشا الخادم في عصر السلطان العثماني سليمان القانوني ضمن قرى ولاية الغربية، وفي تاريخ 1228هـ/1813م الذي عدّ قرى مصر بعد المسح الذي قام به محمد علي باشا باسم «قويسنا» ضمن قرى مديرية المنوفية. وبعد اختيار تابعتها قرية منشأة صبري قاعدة لمركز قويسنا سنة 1901م، صارت تٌميّز بلقب قويسنا البلد.

## السكان
بلغ عدد سكان قويسنا البلد 15,729 نسمة، حسب الإحصاء الرسمي لعام 2006.